# Aupa Etxebeste!
Pour plus de détails, voir Fiche technique et Distribution.
Aupa Etxebeste! est un film espagnol réalisé par Asier Altuna et Telmo Esnal, sorti en 2005. Il a pour suite Agur Etxebeste! sorti en 2019.

## Synopsis
Patricio Etxebeste, propriétaire d'une usine de bérets, est ruiné et décide de se présenter comme maire.

## Fiche technique
- Titre : Aupa Etxebeste!
- Réalisation : Asier Altuna et Telmo Esnal
- Scénario : Asier Altuna, Pablo Bueno et Telmo Esnal
- Musique : Javi Pez
- Photographie : Javier Agirre
- Montage : Pite Piñas
- Production : Xabier Berzosa
- Société de production : Alokatu et Irusoin
- Pays :  Espagne
- Genre : Comédie
- Durée : 97 minutes
- Dates de sortie : 
  -  Espagne : 22 septembre 2005 (festival international du film de Saint-Sébastien)

## Distribution
- Ramón Agirre : Patrizio Etxebeste
- Elena Irureta : Maria Luisa Etxebeste
- Paco Sagarzazu : Luziano Etxebeste
- Iban Garate : Iñaki Etxebeste
- Iñake Irastorza : Axun
- Ane Sánchez : Maite
- Guillermo Toledo : un voleur
- Luis Tosar : un voleur
- Itziar Lazkano

## Distinctions
Le film a remporté le prix du jury jeunesse au festival international du film de Saint-Sébastien et a été nommé au prix Goya du meilleur nouveau réalisateur.